# Aeroportul Internațional Fort Lauderdale–Hollywood
Aeroportul Internațional Fort Lauderdale–Hollywood (IATA: FLL, ICAO: KFLL, FAA LID: FLL) este un aeroport din Comitatul Broward, Florida, Florida, Statele Unite ale Americii ce deservește zona Fort Lauderdale. Aeroportul a fost tranzitat în 2022 de 31.686.404 pasageri. A fost deschis în 1929 și numit după zona deservită.
Situat la o altitudine de 3 m, aeroportul dispune de 2 piste. Este operat de Comitatul Broward, Florida.

## Infrastructură

### Piste
Aeroportul dispune de 2 piste. Pista 10L/28R are suprafața de asfalt și dimensiunile 9.000 picioare × 150 picioare. Pista 10R/28L are suprafața de beton și dimensiunile 8.000 picioare × 150 picioare. 